# Mala Slevica
Mala Slevica je naselje v Občini Velike Lašče.